# Hlava (film)
Hlava (v anglickém originále Head) je americká filmová komedie z roku 1968. Režisérem filmu je Bob Rafelson. Hlavní role ve filmu ztvárnili Peter Tork, David Jones, Micky Dolenz, Michael Nesmith a Annette Funicello.

## Obsazení
| Peter Tork        | Peter         |
| David Jones       | Davy          |
| Micky Dolenz      | Micky         |
| Michael Nesmith   | Mike          |
| Annette Funicello | Teresa/Minnie |
| Timothy Carey     | Lord          |
| Logan Ramsey      | Faye Lupid    |
| Abraham Sofaer    | Swami         |
| Jack Nicholson    |               |
| Dennis Hopper     |               |